# Staryj Argabasz
Staryj Argabasz (ros. Старый Аргабаш) – wieś (dieriewnia) w Rosji, w Udmurcji, w rejonie kiznierskim. W 2010 liczyła 132 mieszkańców.